# Jaipur (stad)
Jaipur is de hoofdstad van de Indiase deelstaat Rajasthan. De stad ligt in het gelijknamige district Jaipur en heeft 2.324.319 inwoners (2001).
De stad is een belangrijke toeristische trekpleister. Jaipur staat bekend als de roze stad vanwege de vele roze gebouwen die daar te vinden zijn. Sinds 2019 staat de stad op de Unesco-Werelderfgoedlijst.

## Historie
Jai Singh II was de regionale heerser van het Indiase Grote Mogolrijk en had een grote interesse in wiskunde en astronomie. De Mogolstaat brokkelde af in de jaren 1720, maar het koninkrijk Jai Singh bloeide. Haar hoofdstad, Amber, leed echter onder een gebrek aan drinkwater naarmate de bevolking van de stad groeide. Jai Singh besloot de locatie van zijn administratieve hoofdstad te verplaatsen en in 1727 gaf hij architect Vidyadhar Bhattacharya de opdracht om een nieuwe hoofdstad te ontwerpen, die Jaipur werd genoemd.
De stad is gesticht door de maharaja Jai Singh II (1693-1743), aan wie Jaipur zijn naam te danken heeft. Jai Singh II was maharadja over het gelijknamige vorstendom Jaipur (in verschillende perioden ook Dhundhar, Kachwaha of Amber genoemd). Hij verplaatste zijn hof vanuit het naburige Amber, dat op 11 kilometer van Jaipur ligt. Jaipur moest dienen als nieuwe, meer prestigieuze hoofdstad, omdat Amber de groeiende bevolking niet langer kon opvangen.
De maharadja raadpleegde verschillende boeken en schakelde de Bengaalse stadsplanner Vidyadhar Bhattacharya in om de stad aan te leggen. Als gevolg heeft de binnenstad een strak stratenpatroon met relatief brede verkeerswegen. Bhattacharya hielp maharadja Jai Singh II ook bij de aanleg van het koninklijk paleis in het centrum van de stad, en de tegenwoordig wereldberoemde sterrenwacht (de Jantar Mantar).
In het midden van de 19e eeuw was de binnenstad te klein geworden voor de groeiende bevolking. Onder maharadja Ram Singh II werd begonnen met de aanleg van wijken buiten de stadsmuur. Ter gelegenheid van het bezoek van de prins van Wales in 1876 werd de stad roze geschilderd, traditioneel de kleur van de gastvrijheid onder de Rajputs. De Albert Hall in de nieuwe stad werd gebouwd ter gelegenheid van hetzelfde bezoek.
Sinds 2019 staat Jaipur op de Werelderfgoedlijst van UNESCO.

## Cultuur

### Festivals in Jaipur
- Makar Sankranti: Dit festival wordt jaarlijks op 14 januari gevierd.
- Gangaur: Dit festival wordt gevierd in de lente, tussen maart en april. Jonge meisjes en pasgetrouwde vrouwen bidden voor hun geliefdes of man, en brengen offers aan de god Parvati.
- Olifantenfestival: Wordt gevierd op de Holi-dag, het festival van de kleuren in het Chaughan stadium.

### Bezienswaardigheden
- Hawa Mahal: wordt ook wel het Paleis der Winden genoemd. Dit gebouw werd in 1799 gebouwd door Maharaja Sawai Pratap Singh. Het is een smal gebouw, wat aan de voorkant bestaat uit veel kleine ramen. Deze ramen zorgden voor een koele wind voor de aanwezige vrouwen van de Maharadja. Dit paleis is gebouwd om de vrouwen de kans te geven om naar het straatbeeld en de processies te kijken zonder zelf gezien te worden. Dit was vanwege het purdahsysteem.
- Jaigarh Fort: Dit fort ligt 15 km uit het centrum en is gebouwd in 1720. Vanaf hier is er een mooi uitzicht over de stad. In het fort bevindt zich 's werelds grootste kanon op wielen. In het fort bevindt zich ook een museum.
- Jantar Mantar: Het grootste stenen observatorium ter wereld. Het is opgericht door Sawai Jai Singh, en is een van de vijf observatoria in India. Sawai Jai Singh was erg geïnteresseerd in wetenschap en technologie, met name in astronomie. Het observatorium ligt vlak bij de ingang van het City Palace. Er zijn 18 instrumenten, waarvan de meeste nog steeds werken.
- Laxmi Naryan-tempel: wordt ook wel de Birla Mandir-tempel genoemd, en is een van de mooiste tempels om te bezoeken. Hier bevinden zich beelden van hindoeïstische goden. De tempel is 's avonds verlicht.
- Rambagh Palace: Dit paleis is in 1835 gebouwd door de koningin van Jaipur. Tegenwoordig wordt het paleis als hotel gebruikt, en is te bezoeken.
- Amber Fort: Dit fort ligt iets buiten Jaipur en is in 1592 gebouwd door Man Singh I.

## Stedenband
- Calgary (Canada)

## Bekende inwoners van Jaipur

### Woonachtig (geweest)
- Irrfan Khan (1967-2020), acteur

## Galerij

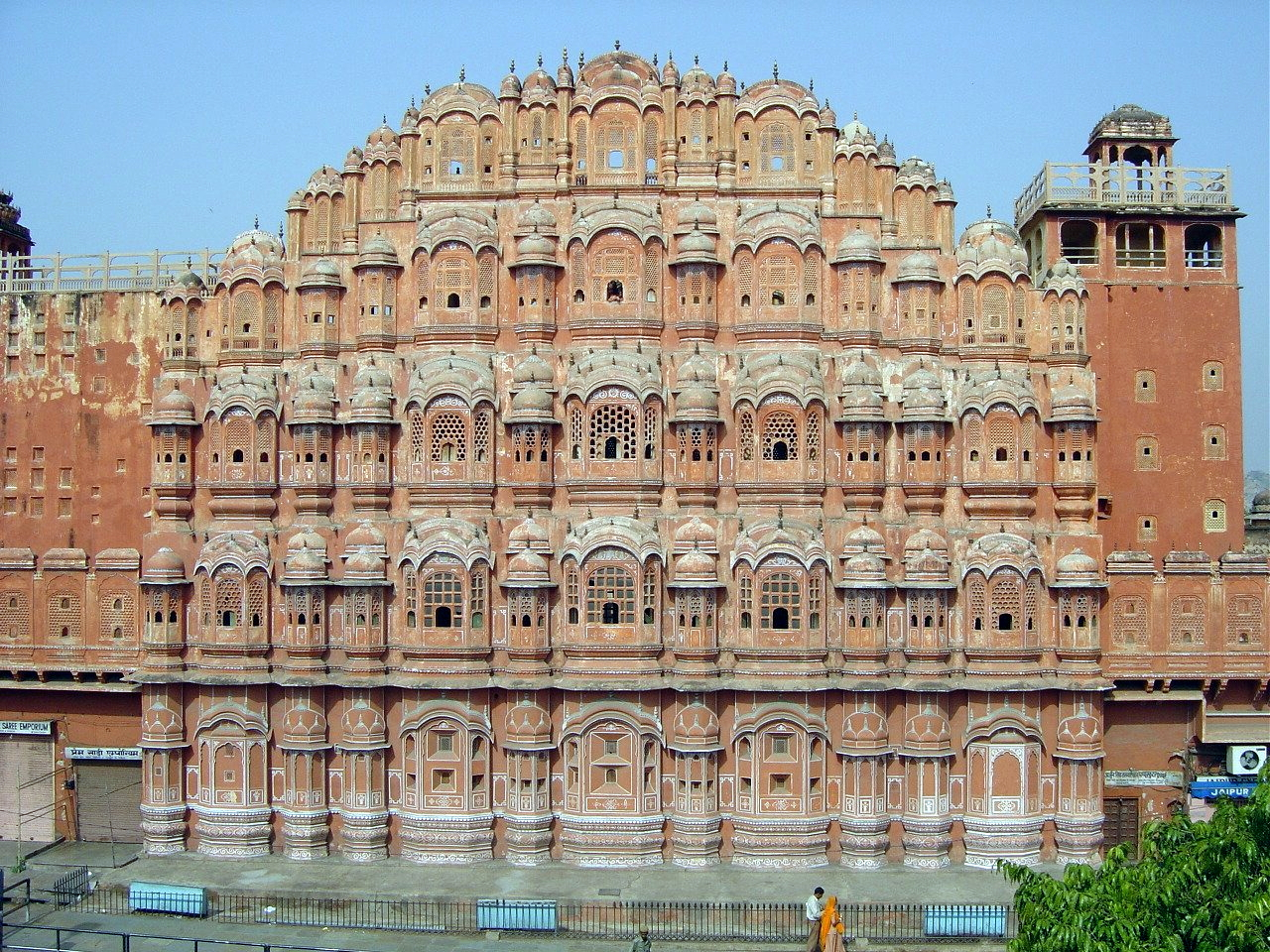
Hawa Mahal
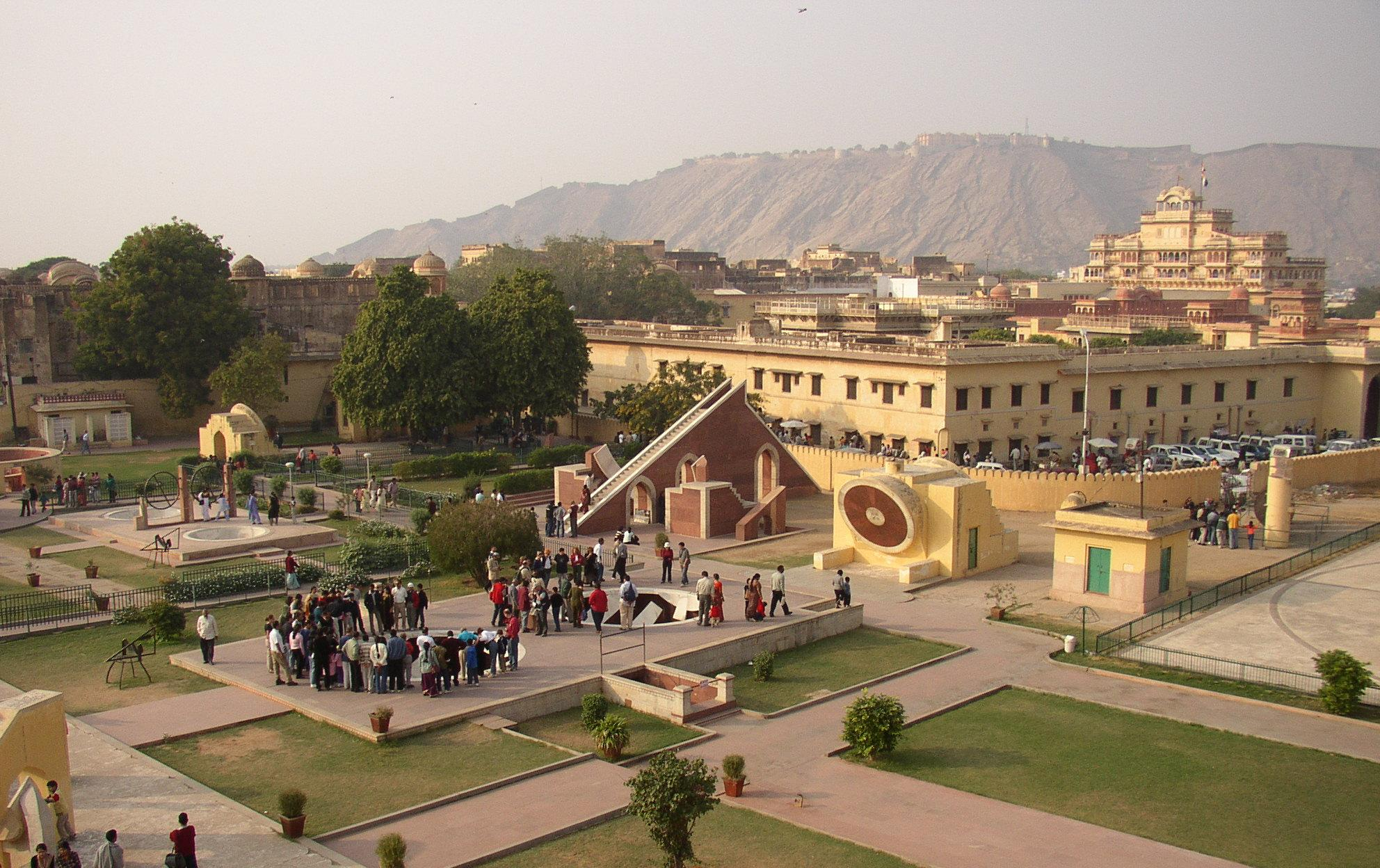
Jantar Mantar